# Teimumu Kepa
Ro Teimumu Vuikaba Kepa est une chef traditionnelle et femme politique fidjienne. Issue de l'aristocratie autochtone (ce qui lui confère le titre de noblesse « Ro »), elle est la chef suprême traditionnelle (Roko Tui Dreketi) de la population autochtone de la province de Rewa. Elle est l'une des trois seules personnes aux Fidji dotées d'un titre héréditaire de chef suprême. Elle est par ailleurs à la tête du parti conservateur Sodelpa de mars 2014 à juin 2016, et chef de l'opposition parlementaire depuis septembre 2014.

## Biographie
Elle effectue ses études à l'Université du Pacifique Sud, où elle est très active dans la vie associative étudiante, et y obtient une licence en Éducation.
Membre du Grand Conseil des Chefs, elle est nommée sénatrice pour le parti conservateur SDL (droite nationaliste autochtone), principal parti d'opposition, à la suite des élections de mai 1999. En mai 2000, le premier ministre travailliste Mahendra Chaudhry est renversé par une milice autochtone d'extrême-droite, raciste et nationaliste. Après l'arrestation des auteurs du coup d'État, le SDL forme un gouvernement par intérim, sous le premier ministre Laisenia Qarase. Ce dernier inscrit sa politique dans la lignée de celle des auteurs du coup d'État : la suprématie des intérêts de la population autochtone, majoritaire. Qarase nomme Ro Teimumu au poste de ministre des Femmes, de la Culture, du Patrimoine et de la Protection sociale. Elle quitte le Sénat pour participer aux élections législatives d'août 2001, comme candidate du SDL dans la circonscription des électeurs autochtones de la province de Rewa (les électeurs étant catégorisés selon leur appartenance ethnique). Elle y est élue députée avec 51,4 % des voix. Qarase la nomme alors ministre de l'Éducation. Elle conserve son siège de députée et son poste au gouvernement aux élections de mai 2006, cette fois avec 56,4 % des voix.
Accusé de mener une politique discriminatoire à l'encontre de la minorité ethnique indo-fidjienne en favorisant les intérêts de la majorité autochtone, le gouvernement Qarase est renversé par l'armée lors d'un coup d'État en décembre 2006. Le chef des armées, le commodore Voreqe Bainimarama, prend la tête du pays, promettant des réformes pour éradiquer le racisme en politique. Le SDL est dissous par les autorités en 2013, mais autorisé à se reformer sous un nouveau nom en vue des élections de septembre 2014. Il devient le Sodelpa, ou « Parti libéral social-démocrate ». Qarase ayant été condamné à un an de prison pour corruption, le parti choisit Ro Teimumu comme dirigeante, et comme candidate au poste de premier ministre. Elle inscrit sa campagne électorale dans la lignée des politiques du SDL : conservatisme chrétien et priorité accordée aux intérêts de la population autochtone. Elle promet de transférer aux autochtones la propriété des terres côtières, de rétablir le Grand Conseil des Chefs, et d'ériger le christianisme en religion d'État ; la plupart des Fidjiens autochtones sont chrétiens, tandis que la plupart des Fidjiens d'origine indienne sont hindous ou musulmans. En matière de politique sociale et économique, elle prône une aide alimentaire pour lutter contre la pauvreté, et de nettes réductions d'impôts pour les entreprises embauchant des jeunes en premier emploi. L'impôt sur les plus-values serait abrogé, et, de manière plus générale, des mesures de déréglementation économique seraient introduites. Le 13 septembre, en tant que principale candidate de l'opposition, elle affronte Voreqe Bainimarama lors d'un débat à la radio. Elle lui reproche de s'être accordé une amnistie pour le coup d'État, et menace de le traîner en justice si elle remporte l'élection. Elle défend les anciennes listes électorales ethniques qu'il a abrogées, et lui reproche d'avoir autorisé tous les citoyens du pays à se considérer comme fidjiens ; aux yeux du Sodelpa, seuls les autochtones sont fidjiens. Voreqe Bainimarama accuse quant à lui Teimumu Kepa et son parti de vouloir rétablir des politiques de discrimination raciale,.
Le Sodelpa remporte quinze sièges sur cinquante aux élections de septembre 2014, devenant le principal parti d'opposition au gouvernement de Voreqe Bainimarama, qui dispose désormais de l'appui d'un Parlement élu,. Teimumu Kepa est reconnue comme chef de l'opposition au Parlement, y compris par les trois députés du Parti de la fédération nationale. À la surprise générale, elle ne prend pas la direction du cabinet fantôme, mais nomme Ratu Naiqama Lalabalavu au poste de « Premier ministre fantôme », et s'octroie le poste de Ministre fantôme de l'Éducation, du Patrimoine et des Arts,. En juin 2016, elle renonce à son poste de chef du Sodelpa ; Sitiveni Rabuka lui succède. Elle demeure toutefois chef de l'opposition parlementaire, Sitiveni Rabuka n'étant pas député. Réélue députée lors des élections législatives de novembre 2018, elle est nommée ministre fantôme de l'Éducation dans le cabinet fantôme du nouveau chef de l'Opposition, Sitiveni Rabuka.
En octobre 2021, elle est la candidate de l'opposition parlementaire à la présidence de la République, la majorité parlementaire élisant toutefois Ratu Wiliame Katonivere à cette fonction. Elle ne se représente pas aux élections législatives de 2022.
Le 14 mai 2023, jour de commémoration de l'arrivée aux Fidji des premiers travailleurs indiens sous statut d’indenture en 1879, durant la période coloniale, le Premier ministre Sitiveni Rabuka demande pardon pour avoir mené les coups d'État de 1987. Par la même occasion, l'Église méthodiste des Fidji demande pardon pour avoir soutenu les coups d'État anti-indiens de 1987 et de l'an 2000. Les trois plus hauts chefs autochtones coutumiers du pays, Ro Teimumu Kepa, Ratu Epenisa Cakobau et Ratu Naiqama Lalabalavu, demandent également pardon. Invité à une cérémonie de réconciliation, Mahendra Chaudhry accepte les excuses offertes, rappelle les souffrances endurées par les citoyens d'ascendance indienne lors des violences qui ont accompagné ces coups d'État, et demande que le processus de réconciliation se poursuive avec des « mesures concrètes » pour prémunir la société fidjienne de violences racistes similaires à l'avenir. Timoci Bavadra, le Premier ministre travailliste renversé en 1987, est pour sa part mort d'un cancer en 1989,,.